# August Momberger

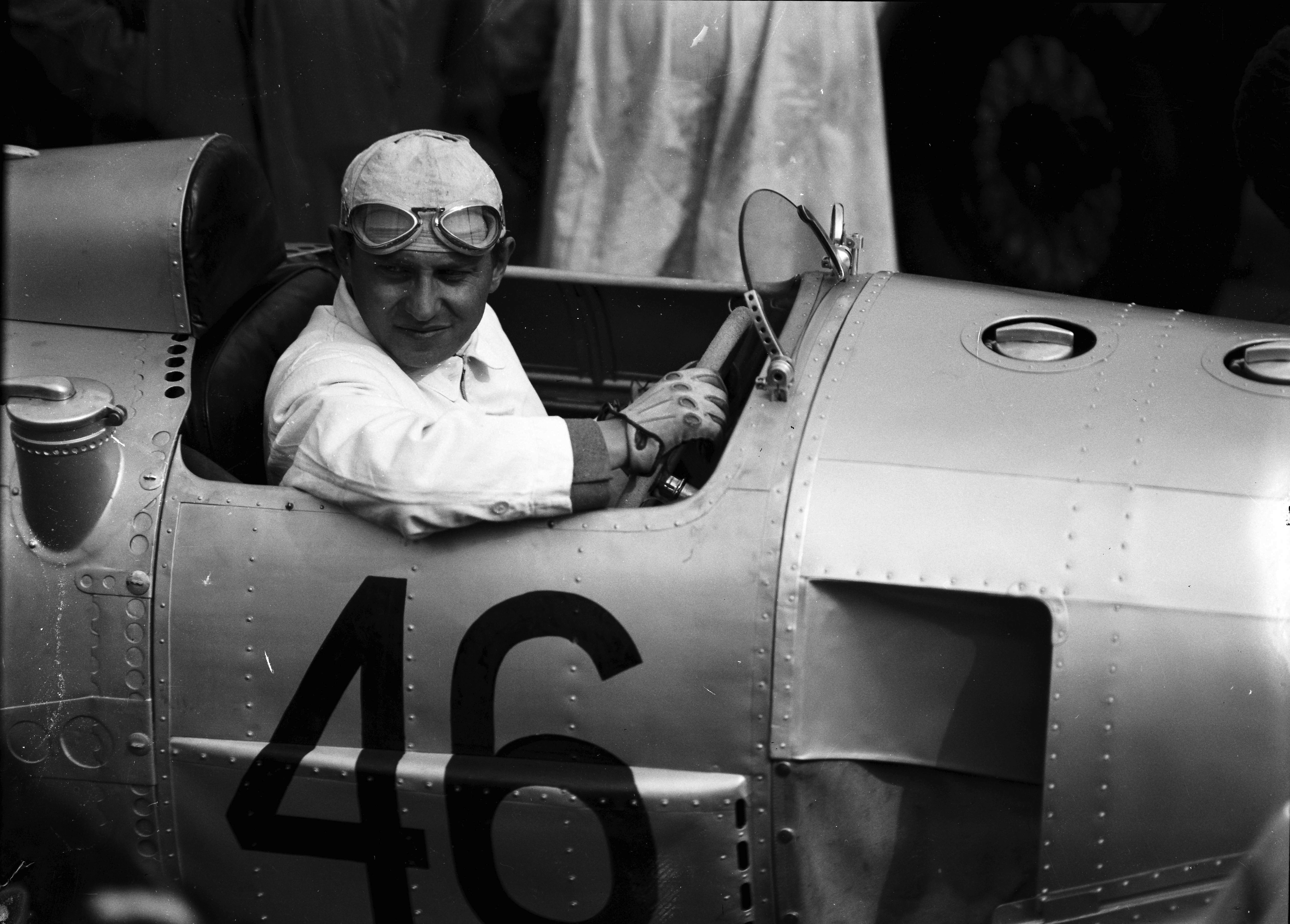
August Momberger auf Auto Union Typ A 1934 im Training zum AVUS-Rennen

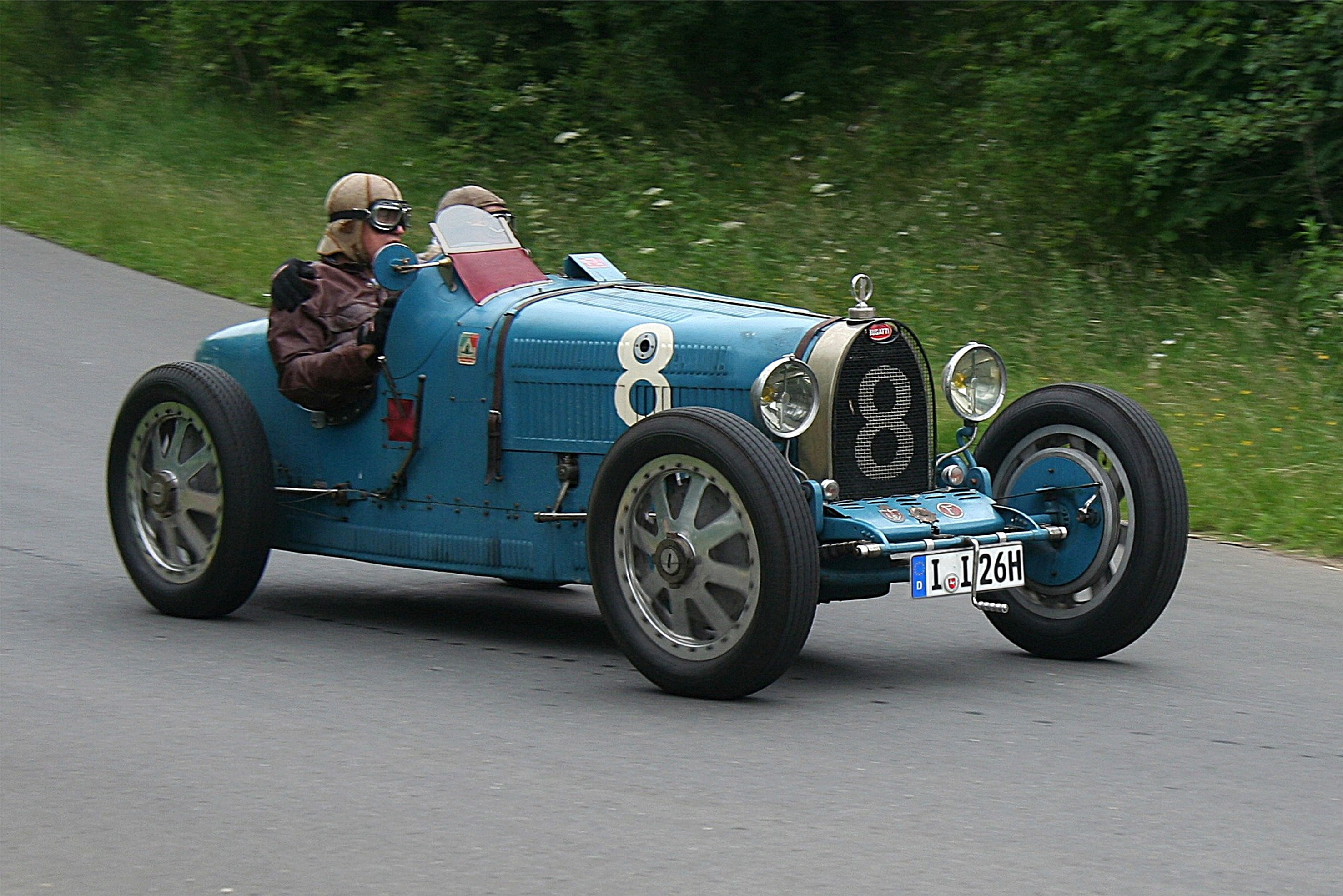
Bugatti T35B, Baujahr 1925

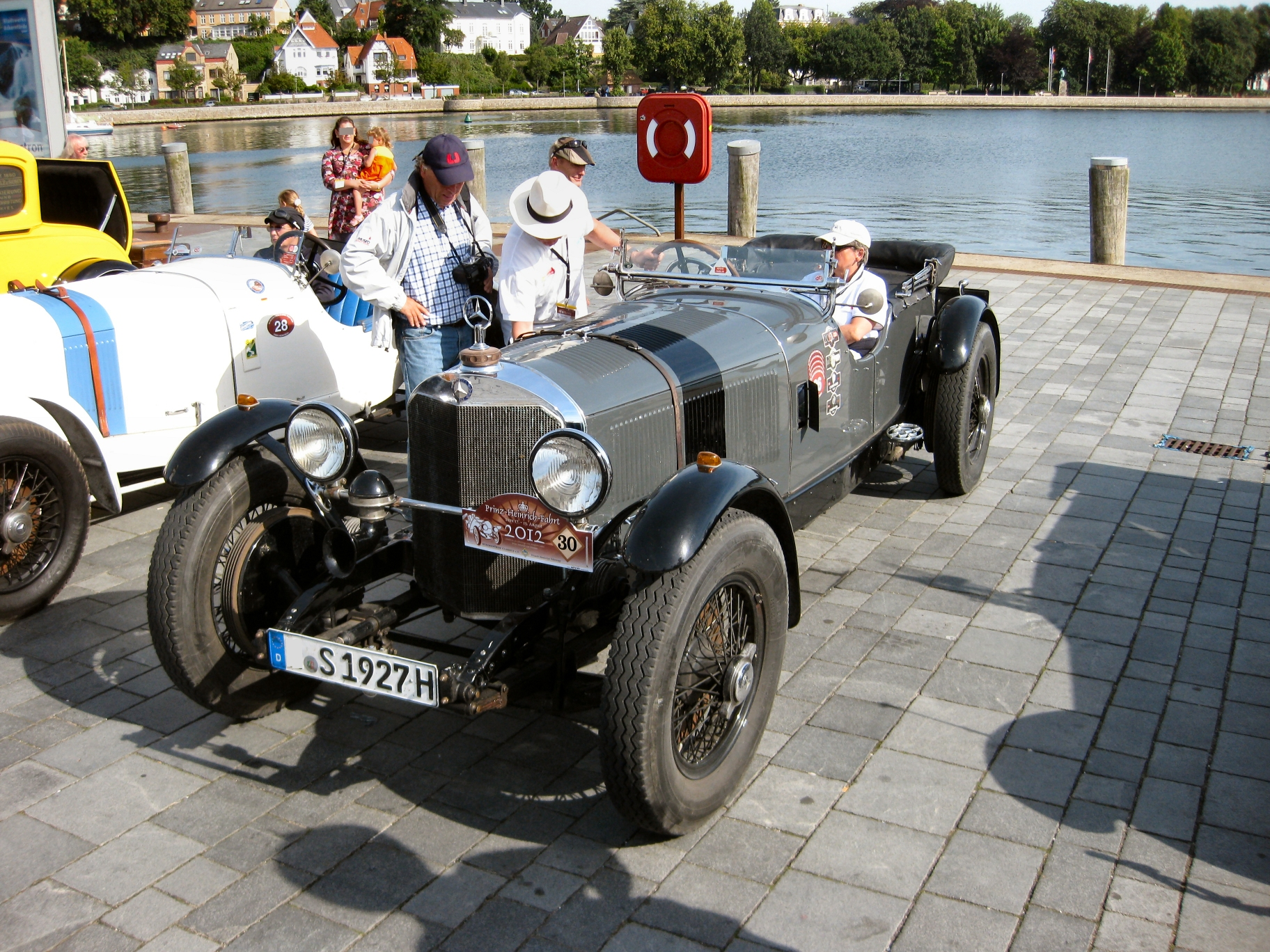
Mercedes-Benz SS Rennsport (1927)

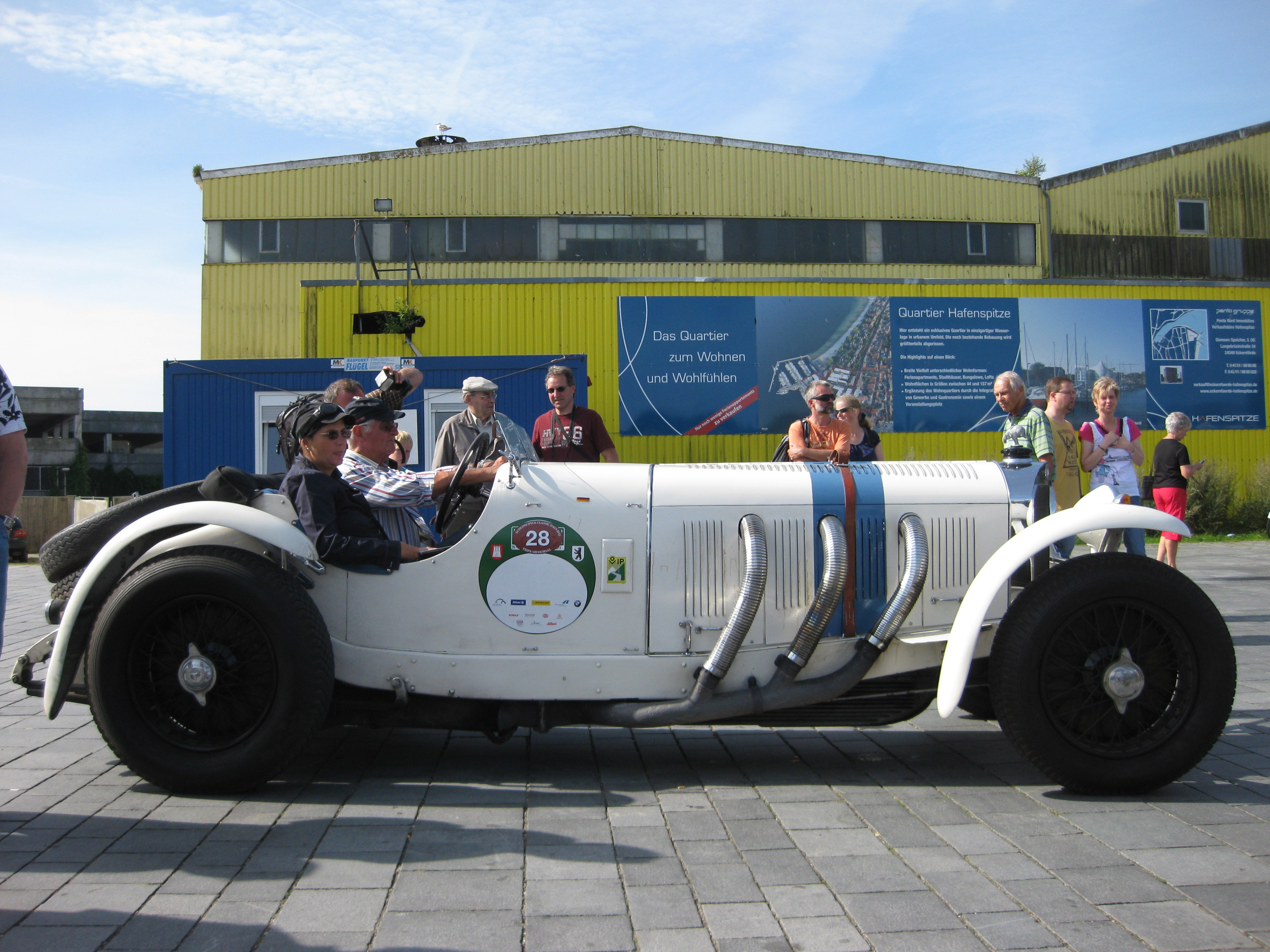
Mercedes-Benz Typ SSK (1929)

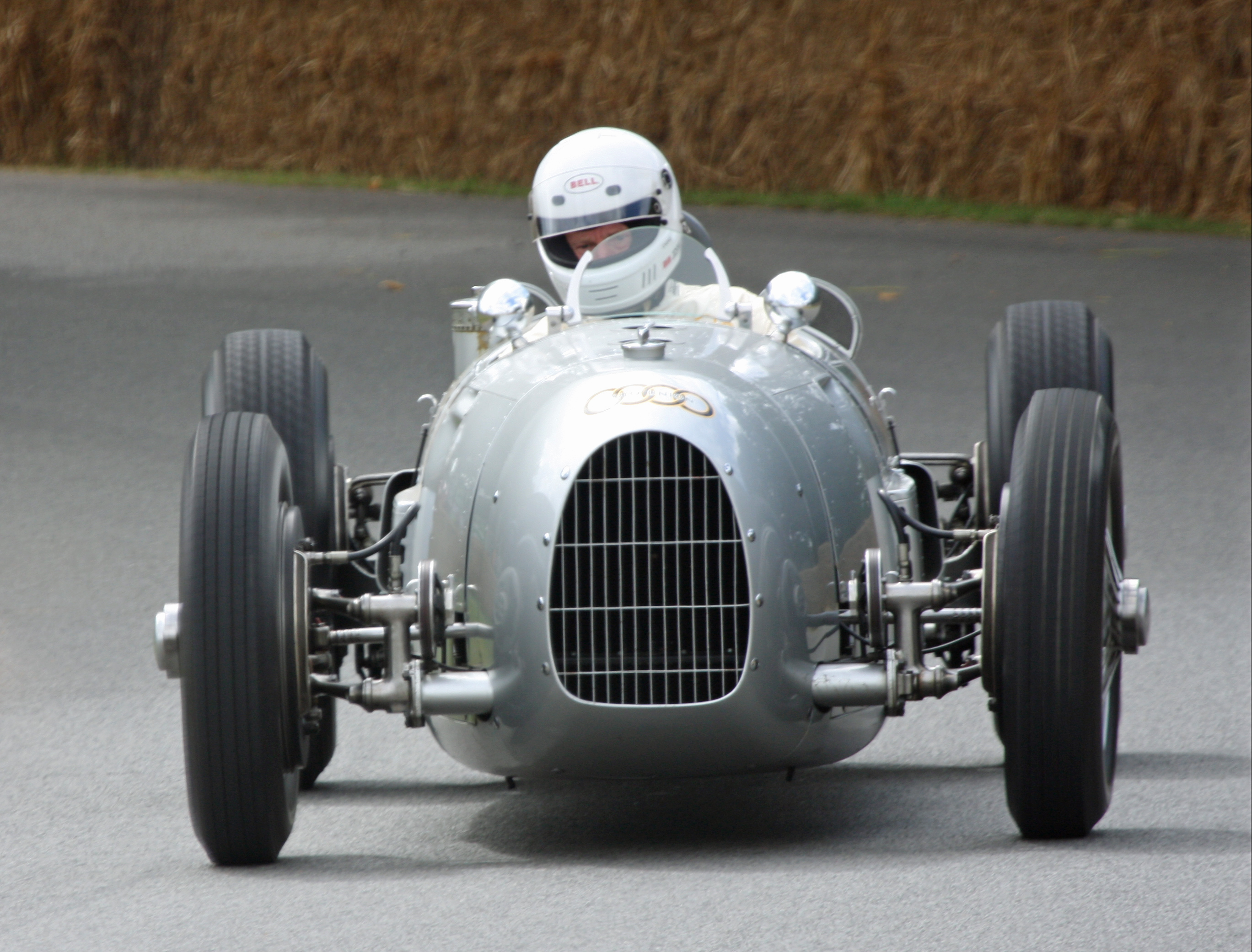
Ein Auto Union Typ A wie ihn August Momberger 1934 pilotierte

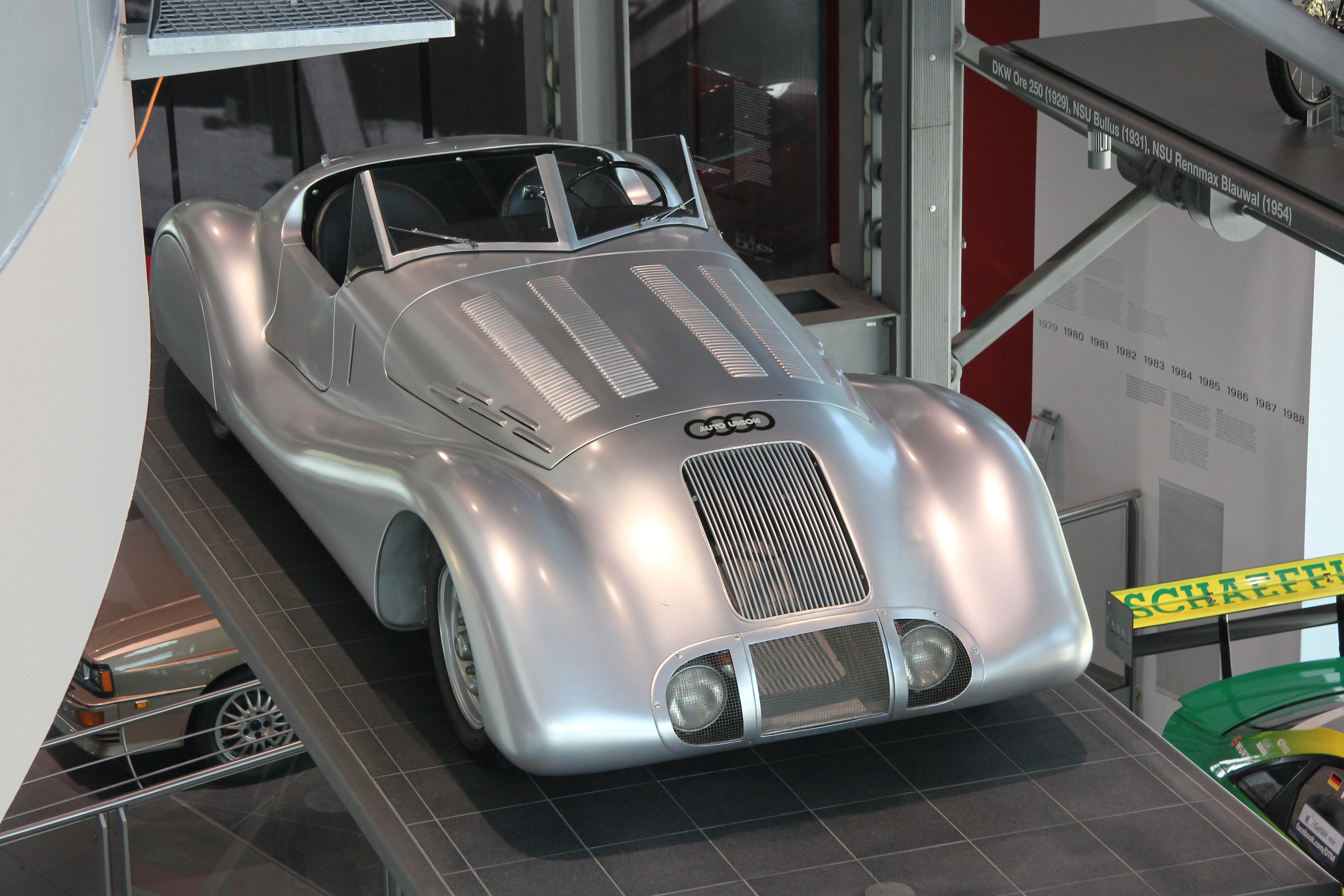
Nachbau des Wanderer-Stromlinienwagens

August „Bubi“ Momberger (* 26. Juni 1905 in Wiesbaden; † 22. Dezember 1969 in Gruppaldo, Schweiz) war ein deutscher Automobilrennfahrer und Ingenieur.

## Karriere

### Erste Jahre als Rennfahrer mit NSU, Bugatti und Mercedes-Benz
August Momberger begann seine Rennfahrerlaufbahn bei Bergrennen in den 1920er-Jahren, als er noch Oberprimaner und Praktikant bei NSU war. Am 23. August 1925 gewann er auf einem Prototyp des NSU-Kompressor-Rennwagens 6/60 PS das Internationale Taunus-Rennen über 450 km vor der favorisierten Konkurrenz von Mercedes, Bugatti und NAG. In seiner ersten Grand-Prix-Saison 1926 trat er ebenfalls auf NSU beim erstmals ausgetragenen Großen Preis von Deutschland auf der Berliner AVUS an, musste aber aufgeben. Im Juni 1927 nahm Momberger auf einem Bugatti am Eröffnungsrennen des Nürburgrings teil und gewann in der Zeit von 4.39.00,1 Stunden für 14 Runden bzw. 397,6 Kilometer die Klasse der Rennwagen bis 5000 cm³. Zum 1928 erstmals auf dem Nürburgring ausgetragenen Großen Preis von Deutschland startete er ebenfalls auf einem Bugatti T35B, schied jedoch wegen einer defekten Wasserpumpe aus.
In der Saison 1929 trat August Momberger für die Daimler-Benz AG an. Er startete auf Mercedes-Benz SS beim Gran Premio di Roma auf dem Circuito Tre Fontane, wo er aufgeben musste, und auf einem SSK in Monza, wo er Dritter wurde. Beim Großen Preis von Deutschland auf dem Nürburgring erreichte er im SSK zusammen mit Max von Arco-Zinneberg hinter den beiden Bugatti-Piloten Louis Chiron und Georges Philippe den dritten Rang.
Im Jahr 1931 wurde Momberger Reservefahrer im Werksteam von Daimler-Benz, wurde aber nicht eingesetzt und beendete deshalb am Ende der Saison seine Laufbahn.

### Wechsel zur Auto Union AG
Zur Saison 1934 wurde Momberger reaktiviert und von der Chemnitzer Auto Union AG als Werksfahrer für deren neu gestartetes Grand-Prix-Engagement in der 750-kg-Formel der AIACR verpflichtet. Er trat zusammen mit Hans Stuck und Hermann zu Leiningen auf einem der neuartigen Auto-Union-Mittelmotorwagen mit V16-Motor an und bestritt insgesamt sieben Rennen. Beim ersten Lauf des Jahres, dem AVUS-Rennen im Mai, wurde Momberger hinter den Alfa-Romeo-Werkspiloten Guy Moll und Achille Varzi Dritter und fuhr mit einer Durchschnittsgeschwindigkeit von 225,8 km/h die schnellste Rennrunde. Dabei konnte er die letzten vier der 15 Runden wegen eines Getriebeschadens nur noch im vierten Gang absolvieren und war außerdem durch die von Rennleiter Willy Walb unglücklich gewählte Renntaktik benachteiligt. Walb hatte angeordnet, nach der zehnten Runde einen Boxenstopp zum Reifenwechsel einzulegen, was angesichts des regnerischen Wetters und des damit verbundenen niedrigen Verschleißes der Continental-Reifen nicht nötig gewesen wäre. Bei den vier folgenden Läufen, dem Eifelrennen und den Großen Preisen von Frankreich, Deutschland und Belgien fiel er mit technischen Problemen aus. Beim erstmals ausgetragenen Großen Preis der Schweiz in Bremgarten Ende August belegte Momberger nach knapp dreieinhalb Stunden Renndauer mit nicht einmal drei Sekunden Rückstand auf seinen Teamkollegen Stuck den zweiten Rang. Beim Grand Prix von Italien in Monza und im tschechoslowakischen Brünn konnte er wegen einer Arthritis nicht mehr an den Start gehen.
Am Ende der Saison 1934 entschied sich August Momberger wegen der Arthritis und des unterkühlten Verhältnisses zu Rennleiter Walb, seine aktive Laufbahn zu beenden. Danach wurde er Werkssportleiter der Auto Union AG und konstruierte 1938 den Wanderer-Stromlinienwagen, der erfolgreich an der Fernfahrt Lüttich–Rom–Lüttich teilnahm.

### Nach dem Krieg Konstrukteur für Borgward, Ford und Henschel
Nach dem Ende des Zweiten Weltkrieges und der damit verbundenen Besetzung großer Teile Mitteldeutschlands durch die Rote Armee verließ eine Gruppe ehemaliger Auto-Union-Techniker und -Ingenieure um August Momberger und Martin Fleischer – wie zahlreich andere Fachkräfte auch – die Sowjetische Besatzungszone und ließ sich in Hude bei Oldenburg nieder. Dort konstruierte die Gruppe, aus der später das Ingenieurbüro (INKA, Ingenieurs-Konstruktions-Arbeitsgemeinschaft) entstand, Ersatzteile für Vorkriegs-DKW-Fahrzeuge; Fleischer konstruierte für Borgward den Lloyd LP 300.
Auf dem Genfer Auto-Salon 1949 regte Momberger gegenüber Carl F. W. Borgward an, auf der Basis des Borgward Hansa 1500 einen Rennwagen zu konstruieren. Er bzw. INKA würde das finanzielle Risiko für Konstruktion, Bau, Erprobung und für Rekordfahrten tragen. Borgward stellte daraufhin ein Chassis mit Motor und Getriebe zur Verfügung, auf dem INKA eine aerodynamische Stromlinienverkleidung aus Aluminium baute, die Martin Fleischer in Anlehnung an den Wanderer-Stromlinienwagens entwarf; Karl-Ludwig Brandt steigerte die Motorleistung des Hansa 1500 von 52 PS auf 66 PS. Im August 1950 erzielte der INKA-Wagen mit den Fahrern August Momberger, Adolf Brudes, Heinz Meier und Karl-Heinz Schäufele im Autodrome de Linas-Montlhéry in Frankreich zwölf internationale Rekorde.
Während der Rekordfahrten starb der Technische Direktor der zur Borgward-Gruppe gehörenden Goliath-Werke und Carl Borgward berief Momberger auf diese Stelle. Wenig später wechselte auch Fleischer zu Goliath, sodass INKA sich auflöste. 1951 erzielte Goliath in Montlhéry mit einem unter der Federführung von August Momberger entstandenen stromlinienförmigen Dreiradwagen mit 700-cm³-Zweitaktmotor 38 Weltrekorde in den Klassen bis 750 cm³ und 1200 cm³, unter anderem zwei Stunden mit einem Schnitt von 155 km/h und 2000 Meilen mit einem Schnitt von 130 km/h. Die Fahrer waren Hugo Steiner, Adolf Brudes, Hans-Hugo Hartmann, Otto Koch-Bodes und Helmut Polansky. Bei einem weiteren Rekordversuch mit Dreirad auf dem Hockenheimring verunglückte Steiner tödlich.
Nach dem Zusammenbruch der Borgward-Gruppe im Jahr 1961 arbeitete Momberger für Ford, Henschel und Reimers in Bad Homburg. 1968 setzte er sich zur Ruhe.
August Momberger starb am 22. Dezember 1969 im Alter von 64 Jahren in Gruppaldo in der Schweiz.

## Statistik

### Vorkriegs-Grands-Prix-Ergebnisse
| Saison | Team          | Wagen            | 1     | 2 | 3 | 4 | 5 | 6 | Punkte | Position |
| ------ | ------------- | ---------------- | ----- | - | - | - | - | - | ------ | -------- |
| 1934   | Auto Union AG | Auto Union Typ A |       |   |   |   |   |   | —      | —        |
| 1934   | Auto Union AG | Auto Union Typ A | DNF 1 |   |   |   |   |   | —      | —        |

| Legende  | Legende                                                                   | Legende                                                                   |           |
| Farbe    | Bedeutung                                                                 | Bedeutung                                                                 | EM-Punkte |
| -------- | ------------------------------------------------------------------------- | ------------------------------------------------------------------------- | --------- |
| Gold     | Sieg                                                                      | Sieg                                                                      | 1         |
| Silber   | 2. Platz                                                                  | 2. Platz                                                                  | 2         |
| Bronze   | 3. Platz                                                                  | 3. Platz                                                                  | 3         |
| Grün     | Klassifiziert, mehr als 75% der Renndistanz zurückgelegt                  | Klassifiziert, mehr als 75% der Renndistanz zurückgelegt                  | 4         |
| Blau     | nicht punkteberechtigt, zwischen 50% und 75% der Renndistanz zurückgelegt | nicht punkteberechtigt, zwischen 50% und 75% der Renndistanz zurückgelegt | 5         |
| Violett  | nicht punkteberechtigt, zwischen 25% und 50% der Renndistanz zurückgelegt | nicht punkteberechtigt, zwischen 25% und 50% der Renndistanz zurückgelegt | 6         |
| Rot      | nicht punkteberechtigt, weniger als 25% der Renndistanz zurückgelegt      | nicht punkteberechtigt, weniger als 25% der Renndistanz zurückgelegt      | 7         |
| Farbe    | Abkürzung                                                                 | Bedeutung                                                                 | EM-Punkte |
| Schwarz  | DSQ                                                                       | disqualifiziert (disqualified)                                            | 8         |
| Weiß     | DNS                                                                       | nicht gestartet (did not start)                                           | 8         |
| Weiß     | DNA                                                                       | nicht erschienen (did not arrive)                                         | 8         |
| sonstige | P/fett                                                                    | Pole-Position                                                             | 8         |
| sonstige | SR/kursiv                                                                 | Schnellste Rennrunde                                                      | 8         |
| sonstige | DNF                                                                       | Rennen nicht beendet (did not finish)                                     | 8         |